# Priscil·lianisme
El priscil·lianisme fou una doctrina cristiana considerada herètica. De caràcter ascètic, fou introduïda per Priscil·lià i derivava de les idees gnòstiques.

## Història
A Hispània la va introduir l'egipci Marc, qui adoctrinà el retòric Elpidi i altres, que al seu torn la van transmetre a Priscil·lià, qui arribà a ser bisbe d'Àvila i morí degollat a Trèveris l'any 385. Priscil·lià va divulgar l'heretgia maniquea que, amb les variacions introduïdes, va ser denominada priscil·liana, primer a Galícia i després a Lusitània i la Bètica. Dos bisbes, Instanci i Salvià, van assumir les seves doctrines, a les quals després es va afegir Higini, bisbe de Còrdova, antic enemic del grup.
El Concili de Saragossa de 380, al qual van anar els bisbes d'Aquitània, condemnà les seves doctrines i els heretges van ser desterrats per Flavi Gracià (381). Priscil·lià, Instanci i Salvià van predicar llavors a Aquitània, sobretot a Bordeus, i després a Itàlia; Gracià va revocar el seu desterrament. Salvià va morir sense poder tornar, i Priscil·lià i Instanci no van tardar a topar amb el nou emperador que dominava Hispània, Màxim, instigat pel bisbe de la diòcesi Ossonobense de Lusitània, Itaci.
Sant Martí de Tours va intentar convèncer Itaci perquè desistís, per tal d'evitar conflictes, però absent el futur sant, els bisbes Magne i Ruf, instruments d'Itaci, van condemnar el priscil·lianisme en un sínode a Bordeus (384). Priscil·lià va apel·lar a l'Emperador, però ell mateix i diversos seguidors notables van ser executats a Trèveris per orde de Màxim. Aquest va escriure al papa Sirici I per explicar els fets i per oferir-se a jutjar Agrici, un sacerdot que el mateix papa considerava mal ordenat, però tot i així Sirici va desaprovar la severitat contra Priscil·lià i els seus, condemna secundada per diversos bisbes com a contrària a l'esperit de l'església. Quan després Itaci va perdre la seva seu, les restes dels executats van ser traslladades a Galícia i van rebre culte com a màrtirs, produint-se a l'església gallega un veritable cisma, sota el comandament de Simfosi, bisbe d'Ourense (el fill del qual, Dictimi, va ser nomenat bisbe d'Astorga), i de Patern, bisbe de Braga.
El I Concili de Toledo va condemnar l'heretgia i molts notables priscil·lianistes van abjurar (any 400), entre ells Simfosi i Dictimi, però alguns es van mantenir en les seves idees, i l'heretgia va continuar fins que després de les disposicions del II Concili de Braga del 567 va desaparèixer pràcticament.

## Doctrina
Les doctrines del priscil·lianisme, poden resumir-se de la següent manera:
- nega la trinitat i no distingeix diferents persones en ella, sinó atributs derivats de l'essència divina;
- el dimoni és intrínsecament dolent (coincidint en això amb els maniqueus) i no va ser creat per Déu sinó que va sorgir del caos i les tenebres i és l'autor de tots els fenòmens físics i meteorològics (idea habitual entre els gnòstics);
- l'ànima humana forma part de la substància divina;
- els cossos estan sotmesos a la influència dels astres (en els maniqueus de les estrelles), i cada part del cos depèn d'un signe del zodíac;
- Jesucrist no fou real sinó una il·lusió creada per Déu;
- nega la resurrecció dels cossos i considera que l'antic testament no presenta veritats sinó al·legories;
- els dejunis eren en dies diferents dels altres cristians;
- els illetrats i les dones podien accedir a les ordenacions sagrades.